# Cinema International Corporation

Cinema International Corporation

Die Cinema International Corporation (CIC) war der für den Kinoverleih der US-amerikanischen Filmstudios Metro-Goldwyn-Mayer, Universal Pictures und Paramount Pictures im nicht-amerikanischen Raum zuständige Filmverleih. Anfang 1980 wurde das Unternehmen in United International Pictures umbenannt. Seit Januar 2000 firmiert es als Paramount Home Entertainment.

## Geschichte
Da der Filmverleih außerhalb des nordamerikanischen Kontinent bis in die 1960er Jahre nicht den wichtigen Stellenwert für die US-amerikanischen Filmstudios besaß, wurden die bisher eigenständigen internationalen Verleihtöchter der Universal Pictures und der Paramount Pictures im April 1970 in die Cinema International Corporation eingebracht. Metro-Goldwyn-Mayer schloss sich dem Verleih im Jahr 1973 an. Die drei Unternehmen waren gleichberechtigte Partner. Der Hauptsitz des Unternehmens befand sich in London, Großbritannien. Der Gründung vorhergegangen waren langwierige Verhandlungen zwischen den Vertretern der einzelnen Unternehmen. Dies waren Lew Wasserman für Universal Pictures, Charles Bluhdorn für Paramount Pictures, sowie Kirk Kerkorian und Jim Aubrey für Metro-Goldwyn-Mayer.
Nachdem das von Kirk Kerkorian kontrollierte Filmunternehmen Metro-Goldwyn-Mayer 1981 United Artists von der Transamerica Corporation erworben hatte, wollte die MGM auf den internationalen Verleiharm der UA zurückgreifen. Doch die Verträge mit der Cinema International Corporation besagten, dass alle von MGM verliehenen Kinofilme über die CIC im internationalen Kinomarkt ausgewertet werden. Deshalb wurde die Verleihaktivitäten der United Artists eingestellt und dessen Personal wechselte teilweise zur Cinema International Corporation. Von nun an kümmerte sich das Verleihunternehmen für den Vertrieb der Filme der Universal Pictures, Paramount Pictures, Metro-Goldwyn-Mayer und United Artists.
1981 wurde das Unternehmen in United International Pictures umbenannt. Die Cinema International Corporation firmierte von da an als Filmvertrieb auf dem Home-Entertainment-Markt für die beiden Filmstudios Universal Pictures und Paramount Pictures. CIC Video war die Kurzbezeichnung des Unternehmens.
1999 wurde dieses Bündnis beendet und beide Filmstudios vertrieben ihre Produkte in eigener Regie. Aus der CIC Video wurde Paramount Home Entertainment. Universal Pictures hatte durch die Übernahme der PolyGram einen eigenständigen Vertrieb für ihre Home-Entertainment-Produkte und führte ihren eigenen Namen und ihr eigenes Label im Vertrieb ein.

## Cinema International Corporation in Deutschland
Der Sitz der Cinema International Corporation in Deutschland befand sich in Eschborn. Die Gesellschaftsform war eine GmbH. Nachdem nicht mehr Filme auf dem Kinomarkt, sondern auf dem Videomarkt das Geschäft bestimmten, wurde das Unternehmen in CIC Video GmbH umbenannt. Ab 2000 vertreibt die CIC Video GmbH als deutsche Dependance der Paramount Pictures deren Filme auf dem Home-Entertainment-Markt und firmiert als Paramount Home Entertainment.